# Вернер XI фон дер Шуленбург
Вернер IX/XI фон дер Шуленбург (на немски: Werner IX/XI von der Schulenburg† ок. 12 август 1515) е благородник от „Черната линия“ на род фон дер Шуленбург в Алтмарк, Саксония-Анхалт.
Той е четвъртият син на Вернер VIII фон дер Шуленбург († 1445/1448) и съпругата му Барбара фон Есторф (* ок. 1360), дъщеря на Зегебанд II фон Есторф († 1396) и Грете фон дер Оедерне (* ок. 1320).
Брат е на Вернер X фон дер Шуленбург († 1494), Бернхард VII фон дер Шуленбург († 1498), „кнапе“ Ханс IV фон дер Шуленбург († пр. 1503), Рихард I фон дер Шуленбург († 1491), Дитрих V фон дер Шуленбург († 1491/1494) и Елизабет/Илза фон дер Шуленбург († 1486), омъжена за Вернер II фон Алвенслебен († 1472/1477).
Замъкът Бетцендорф е от 1340 г. собственост на род фон дер Шуленбург, след напускането на замък-резиденцията Шуленбург при Щапенбек близо до Залцведел. Бетцендорф става през следващите векове фамилно главно място на рода.
През 1340 г. синовете на рицар Вернер II фон дер Шуленбург († сл. 1304) разделят замък-резиденция Бург Бетцендорф. Рицар Дитрих II фон дер Шуленбург (1304 – 1340) основава „Черната линия“, а по-малкият му брат рицар Бернхард I († сл. 1340) „Бялата линия“.

## Фамилия
Вернер IX фон дер Шуленбург се жени за Елизабет Ганз цу Путлиц († 1515), дъщеря на Херман фон Ганз. Те имат децата:
- Елизабет фон дер Шуленбург  (* ок. 1500), омъжена за Ахим II фон Арним († 28 февруари 1535)
- Рихард II фон дер Шуленбург († 6 юни 1536 в Щетин), женен ок. 1500 г. за Анна фон Алвенслебен († 1443/сл. 1543/1558, Халберщат)
- Анна фон дер Шуленбург, омъжена I. 1510 г. за ЙоахимI фон Хан († 1552), II. за Кристоф фон Хан
- Якоб I фон дер Шуленбург  († 8 юни 1541), женен за Агнес фон Поленц